# 森口瑤子
森口 瑤子（もりぐち ようこ、1966年8月5日 - ）は、日本の女優。旧芸名：灘 陽子。東京都葛飾区出身。松竹エンタテインメント所属。夫は脚本家の坂元裕二。京華女子高等学校卒業、共立女子短期大学文科卒業。

## 来歴
ビール会社勤務の父の一人っ子として誕生（父は広島県出身）。小学4年生頃からは遊びで父の晩酌の相手をしていた。小学4年生時に『ウエスト・サイド物語』をテレビで観て、ベルナルド役のジョージ・チャキリスに影響を受ける形で役者を目指す。中学生の頃から数多くのオーディションを受け続け、1983年にミス松竹に選出される。同年、映画『男はつらいよ 口笛を吹く寅次郎』のオーディションに受かり映画デビュー。
1985年には役者活動を続けながら土曜朝の『NHKニュースワイド』で天気予報のキャスターも務めていた。1990年にはCMでチャーリー浜と共演し、そのCMが話題となる。
1998年、脚本家の坂元裕二と結婚。その後、長女が誕生した。2018年に結婚20周年をお祝いしている。
『やまとなでしこ』『汚れた舌』『八日目の蝉』など作品ごとにさまざまな役を演じているが、デビュー当時には「『個性がない』『面白くない』とダメ出しされていました」と述べている。
2001年に公開された映画『UNloved』の主演を務め、本作は第54回カンヌ国際映画祭において、レイル・ドール賞及びエキュメニック新人賞を受賞し、第12回日本映画プロフェッショナル大賞において、万田邦敏が監督賞、森口は主演女優賞をそれぞれ受賞した。
1993年から2003年まで、火曜サスペンス劇場『地方記者・立花陽介』（日本テレビ）で、毎回全国を転々と転勤し続ける記者・立花陽介（演：水谷豊）に同行して現地で生活をする妻・久美を演じる。2004年から2016年までは、土曜ワイド劇場『温泉 (秘) 大作戦』で主演。2020年3月の『相棒』season18最終回で『相棒』シリーズに初出演、再び水谷豊と共演する。同年10月、season19で同シリーズのレギュラーになる。2021年1月14日、『プレバト!!』（毎日放送）名人・特待生だけの俳句タイトル戦において、参加者唯一の特待生で女性初の優勝を果たした。
2024年、着物を着て欲しい人を選出するアワードである『KIMONOIST AWARD2024』を受賞した。

## 人物
中学・高校時代には、木梨憲武（とんねるず）に夢中になっていた。きっかけは『お笑いスター誕生』（日本テレビ）で勝ち残りの時にひざまずいて祈るポーズに当時ときめいてしまったことが理由だったと話している。また、夫の坂元裕二も中学・高校時代とんねるずのラジオが好きだったと話している。
趣味はTVゲームシリーズの『ドラゴンクエスト』。同作に没頭することで食欲を忘れる「ドラクエダイエット」という独自のダイエット法を持っている。この他、毎回食べた物を自分に言い聞かせることでそれ以上食べることを防ぐという「言い聞かせダイエット」という方法もある。
また、友人に勧められ一緒に宝塚の公演を観劇したことがきっかけで宝塚歌劇にのめり込むようになり、その後、観劇を重ねるうちに宝塚を通じて色々な世代や職種の友人もできるなど、その友人たちとご飯を食べながら舞台の感想を語り合うことも日常における楽しみの1つだと話している。

## 出演

### テレビドラマ

#### NHK
- 連続テレビ小説
  - チョッちゃん（1987年） - 岩下信子 役
  - 凛凛と（1990年） - 佐伯マサ 役
- 大河ドラマ
  - 太平記（1991年） - 二条の君 役
  - 八代将軍吉宗（1995年） - 竹姫 役
  - 葵 徳川三代（2000年） - お梶の方 役
  - 利家とまつ〜加賀百万石物語〜（2002年） - 吉乃 役
  - 義経（2005年） - 経子 役
- 腕におぼえあり（1992年） - おりん 役
- 憲法はまだか（1996年） - 鳥尾鶴代 役
- 新・半七捕物帳（1997年） - 光 役
- 父さんは森に隠れる（1997年） - 中野里美 役
- 活動寫眞の女（1999年） - 伏見夕霞 役
- お登勢（2001年） - 志津 役
- 理想の生活（2005年） - 有田美奈子 役
- 病院のチカラ〜星空ホスピタル〜（2007年） - 宮地友香 役
- 夏雲あがれ（2007年） - 関屋 役
- 眠れる森の熟女（2012年） - 森山春子 役
- 専業主婦が就職するまでにやっておくべき8つのこと（2018年） - 矢島真由子 役
- だから私は推しました（2019年） - 松田梅子 役
- 舟を編む 〜私、辞書つくります〜（2024年） - 岸辺若葉 役[21]

#### 日本テレビ
- 火曜サスペンス劇場
  - 朝比奈周平ミステリー3（1992年） - 津村美幸 役
  - 地方記者・立花陽介（1993 - 2003年） - 立花久美 役
- 大人のキス（1993年） - 北沢萌 役
- ラビリンス（1999年） - 野崎奈津子 役
- 警視庁鑑識班2004（2004年） - 金井貴子 役
- 光とともに…〜自閉症児を抱えて〜（2004年） - 奥田晴海先生 役
- 59番目のプロポーズ（2006年） - 生方涼子 役
- 探偵学園Q（2007年） - 米山良子 役
- 金田一少年の事件簿N(neo)（2014年） - 新谷百合 役

#### TBS
- 遊びじゃないのよ、この恋は（1986年）
- ADブギ（1991年） - 原理代子 役
- 愛はどうだ（1992年）
- その気になるまで（1996年） - 畑中弥生 役
- 恋物語 せつない夜は逢いたくて Vol.1 「その人の匂い」（1996年）
- 秘めた絆(1998年)
- ケイゾク（1999年） - 小田正子 役
- QUIZ（2000年） - 高野舞 役
- マリア（2001年）
- ハンドク!!!（2001年） - 白木愛 役
- サラリーマン金太郎 (高橋克典のテレビドラマ) 第3シリーズ（2002年） - 藤原冬美 役
- 砂の器（2004年） - 今西純子 役
- 汚れた舌（2005年） - 涼野弘子 役
- エジソンの母（2008年） - 織田操 役
- 刑事のまなざし（2013年） - 前田恵子 役
- コウノドリ（2015年） - 竹下敦子 役
- 月曜名作劇場
  - 「ヤメ判 新堂謙介 殺しの事件簿5」（2017年） - 高柳比呂子 役
  - 「鑑識捜査官 亀田乃武夫の臨場ファイル」（2017年） - 中嶋倫子 役
  - 「確証〜警視庁捜査三課」（2017年） - 六郷美由紀 役
- 父、ノブナガ（2017年） - 小田美紀 役
- 99.9-刑事専門弁護士- 第2シリーズ（2018年） - 藤堂京子 役
- あなたには帰る家がある（2018年） - 藤村咲子 役
- ドラゴン桜 (テレビドラマ) 第2シリーズ（2021年） - 早瀬恵子 役
- ラストマン-全盲の捜査官- 第5話 -（2023年） - 護道汐里 役[22]

#### フジテレビ
- 鬼平犯科帳
  - 第1シリーズ 第23話「用心棒」（1989年） - おたみ 役
  - 第2シリーズ 第11話「四度目の女房」（1991年） - おふさ 役
- やっぱり猫が好き殺人事件（1990年）
- 神谷玄次郎捕物控 第2話「密告」（1990年）
- 女ねずみ小僧（大地真央版） - お民 役
  - 女ねずみ小僧スペシャル1「いけないことだぞ！大江戸マラソン博奕地獄」（1990年）
  - 女ねずみ小僧スペシャル2「ごめんじゃすまない美女奪回大博奕！」（1990年）
  - 女ねずみ小僧スペシャル3「狙われたからくり城！史上最悪のダイハード」（1995年）
- 金曜ドラマシアター
  - 天国から北へ3キロ 死んだ女が会いに来る（1991年） - あすか
  - 母、いのち甦る日（1992年）
  - 「君たちがいて僕がいる」（1992年） - 富田呼子 役
- 金曜エンタテイメント
  - 松本清張スペシャル・Dの複合（1993年9月10日） - 坂口みまこ 役
  - 松本清張の異変街道」（1993年10月13日） - 幸江
  - 「美味しんぼ2」（1994年） - 岡星冬美 役
  - 「名探偵 明智小五郎」 - 明智文代 役
    - 地獄の道化師（1994年）
    - 吸血カマキリ（1995年）
    - 暗黒星 天の怒りか地の悲しみか、21年ぶりの日食の日に起きた連続殺人（1996年）
    - 吸血鬼（1999年）

  - 「事件調査員 南条真琴 東京〜隠岐 摩天崖殺人事件」（2005年） - 南条真琴 役
- 「八丁堀捕物ばなし」シリーズ
  - 八丁堀捕物ばなし（1993年） - 山根藩江戸屋敷女中・妙（6話以降、同心 小室玄蔵の妻・妙） 役
    - 第6話「同心の恋」
    - 第12話「約束」

  - 八丁堀捕物ばなしII（1996年） - 同心 小室玄蔵の妻・妙
    - 第5話「囮 -おとり-」
    - 第6話「朋輩」
    - 第8話「甘い罠」
- if もしも（1993年）第13話「花を愛するか、宝石に生きるか」
- 時をかける少女（1994年） - 小松沙織 役
- 妹よ（1994年） - 木原美咲 役
- 風のロンド（東海テレビ制作）（1995年） - 有沢槙 役/野代夏生 役
- みにくいアヒルの子（1996年） - 佐藤千夏 役
- 御家人斬九郎 第2シリーズ 第10話「おみなえし」（1997年） - お涼 役
- ラブジェネレーション（1997年） - 白石奈美 役
- サラリーマン刑事（1998年） - 栗田弥生 役
- パーフェクトラブ!（1999年） - 春香
- 剣客商売 第2シリーズ 第2話「暗殺」（1999年） - お秋 役
- やまとなでしこ（2000年） - 佐久間真理子 役
- 2001年のおとこ運（2001年） - 津田遥 役
- HERO 第1シリーズ（2001年） - 島野紗江子 役
- 世にも奇妙な物語
  - 厭な子供（2001年） - 高部和子 役
  - ネカマな男（2005年） - 樋渡亜希子 役
  - 蛇口（2012年） - 浅村貴子 役
- ショムニFINAL（2002年） - 高見沢玲子 役
- マルサ!!東京国税局査察部（2003年） - 代木峰葉 役
- ダイヤモンドガール（2003年） - 荻野英子 役
- ワンダフルライフ（2004年） - 香山一子 役
- 君が想い出になる前に（2004年） - 望月美穂 役
- 逃亡者 木島丈一郎（2005年） - 鵜飼美津子 役
- アテンションプリーズ（2006年） - 桂木志穂 役
- 僕の歩く道（2006年） - 大竹真樹 役
- ちびまる子ちゃん（2007年） - たまちゃんのお母さん 役
- 花ざかりの君たちへ〜イケメン♂パラダイス〜（2007年） - 難波伊緒 役
- スワンの馬鹿! 〜こづかい3万円の恋〜（2007年） - 黒田志摩子 役
- インディゴの夜（東海テレビ制作）（2010年） - 高原晶 役
- チーム・バチスタ2 ジェネラル・ルージュの凱旋（2010年） - 真山みどり 役
- ひとりじゃない（2011年） - 辺見幸子 役
- 深夜も踊る大捜査線 THE FINAL（2012年） - 木島美津子 役
- 金曜プレステージ
  - 「塔馬教授の天才推理」（2012年 - ） - 名掛亜里沙 役
- ビブリア古書堂の事件手帖（2013年） - 玉岡聡子 役
- あすなろ三三七拍子（2014年） - 原智子 役
- 赤と黒のゲキジョー
  - 上流階級〜富久丸百貨店外商部〜（2015年） - 清家弥栄子 役
- フラジャイル（2016年） - 柳原亮子 役
- 貴族探偵（2017年） - 旗手真佐子 役
- さくらの親子丼（2017年） - 御代川峰子 役
- トレース〜科捜研の男〜（2019年） - 五十嵐千鶴 役
- 世にも奇妙な物語 2022年 夏の特別編 「電話をしてるふり」（2022年6月18日、フジテレビ） - 川崎望の母 役[23]
- silent　(2022年） - 青羽和泉 役

#### テレビ朝日
- 必殺仕事人V（1985年） - お新 役
- 時効警察（2006年） - レイコ（茗荷谷かよ子） 役
- 松本清張 わるいやつら（2007年） - 戸谷慶子 役
- 半落ち（2007年） - 志木道子 役
- ナサケの女〜国税局査察官〜（2010年） - 桐島まどか 役
- 事件救命医2〜IMATの奇跡〜（2014年） - 西郡彩香 役
- 天使と悪魔-未解決事件匿名交渉課-（2015年） - 津島まどか 役
- エイジハラスメント（2015年） - 小田みどり 役
- 女優堕ち（2016年） - 主演・清島ルイ 役[24]
- 警視庁・捜査一課長（2017年） - 大杉由美子 役
- 刑事ゼロ（2019年） - 杉田陽子 役
- 科捜研の女（2019年） - 森本雪絵 役
- 終着駅シリーズ36 雪の螢（2020年） - 泉田栄子 役
- 家政夫のミタゾノ 第5シリーズ 第4話（2022年5月13日）- 有馬祥子 役
- 相棒シリーズ - 小手鞠（小出茉梨） 役
  - season18 最終話 （2020年3月18日）
  - season19（2020年10月14日 - 2021年3月17日）
  - season20（2021年10月13日 - 2022年3月23日）
  - season21（2022年10月12日 - 2023年3月15日）
  - season22（2023年10月18日 - 2024年3月13日）[25][26]
  - season23（2024年10月16日 - 2025年3月12日）[27]
- 土曜ワイド劇場
  - 探偵・神津恭介の殺人推理（1986 - 1992年） - 神津信子 役
  - 京都殺人案内16（1990年） - 野村涼子 役
  - 終着駅シリーズ3（1992年） - 井草麻美子 役
  - 火車 カード破産の女!（1994年） - 関根彰子 役
  - 少女Aの殺人 女子高校生が父に殺意を抱く時…（1996年） - 新谷可南 役/益田可南子 役
  - 和久峻三ミステリー 京都セクシー妖怪殺人案内～嵯峨野に棲む吸血美女の復讐!（1997年） - 円藤鏡子 役
  - 温泉 (秘) 大作戦（2004年 - ） - 星野さつき 役
- 欠点だらけの刑事 - 万城目千鶴 役
  - 第1弾（2018年2月4日）
  - 第2弾（2021年9月22日）[28]
- 日曜プライム
  - 白日の鴉2（2020年） - 松坂志乃 役[29]

#### テレビ東京
- 月曜・女のサスペンス 青函特急から消えた男（1988年） - 久美 役
- 大忠臣蔵（1989年） - てつ 役
- 付き馬屋おえん事件帳 第1シリーズ第8話「恋飛脚走る」（1990年） - おみね 役
- 次郎長三国志（1991年） - お千 役
- 徳川武芸帳 柳生三代の剣（1993年） - お春 役
- 荒木又右衛門 男たちの修羅（1994年、TX / 松竹）
- 豊臣秀吉 天下を獲る!（1995年） - 濃姫 役
- 俺のダンディズム（2014年） - 美幸 役
- 侠飯〜おとこめし〜（2016年） - 辛島由季 役
- さぼリーマン 飴谷甘太朗（2017年） - 飴谷エリコ 役
- 行動心理捜査官・楯岡絵麻 Season1 第6話（2018年、BSテレ東、2019、2020年、テレビ東京） - 内嶋紗江子 役

#### WOWOW
- ドラマW
  - 祖国（2005年） - 小野寺玲子 役
  - MBO（マネジメント・バイアウト）（2007年） - 大木遥 役
  - 翳りゆく夏（2015年） - 手塚浅子 役
  - いりびと-異邦人-（2021年、WOWOWプライム・WOWOWオンデマンド） - 有吉克子 役

#### BS12トゥエルビ
- カレーの唄。（2020年） - 清川薫子 役

### 映画
- 男はつらいよ 口笛を吹く寅次郎（1983年） - 諏訪衿子（えりこ） 役
- キネマの天地（1986年） - 松竹・蒲田撮影所の女優
- アイドルを探せ（1987年） - 堀笑子 役
- 父（1988年） - 明子
- スキ!（1990年）
- 課長島耕作（1992年） - 鳥海赫子 役
- ユーリ（1996年） - 葉子
- UNloved（2001年） - 景山光子 役
- CASSHERN（2004年） - 上月ルナの母 役
- 築地魚河岸三代目（2008年） - 千秋 役
- 僕の初恋をキミに捧ぐ（2009年）- 垣野内涼子 役
- 八日目の蟬（2011年） - 秋山恵津子 役
- おかえり、はやぶさ（2012年） - 岩松多美 役
- 鍵泥棒のメソッド（2012年） - 井上綾子 役
- ソロモンの偽証 後篇・裁判（2015年） - 神原歩美 役
- orange（2015年） - 成瀬美由紀 役
- 太陽（2016年） - 曽我玲子 役
- ちょっと今から仕事やめてくる（2017年） - 青山容子 役
- 関西ジャニーズJr.のお笑いスター誕生!（2017年） - 橘朝美 役
- 万引き家族（2018年） - 柴田葉子 役
- 映画 少年たち（2019年） - 貴子（ジョーの母） 役
- 殺さない彼と死なない彼女（2019年） - 小坂れいの母 役
- おかあさんの被爆ピアノ（2020年） - 江口久美子 役
- キスカム!〜COME ON,KISS ME AGAIN!〜（2020年） - 前園夏子 役
- 愛のまなざしを（2021年）
- 梅切らぬバカ（2021年） - 里村英子 役
- 耳をすませば（2022年） - 月島朝子 役
- シャイロックの子供たち（2023年2月17日、松竹） - 黒田道春の妻 役

### 舞台
- フールズ（青井陽治演出）
- 出口なし!（三谷幸喜作・演出）
- 零れる果実（蜷川幸雄演出）
- ヴェリズモ オペラをどうぞ!
- 朗読劇「陰陽師」

### 書籍
- 森口瑤子秋冬すてき!セーター-カジュアル&エレガントな手編み32点（レディブティックシリーズ（1760））（2001年9月、ブティック社）ISBN 978-4834717600

### CD
- 天使がくれたラブレター

### バラエティ
- Ryu's Bar 気ままにいい夜 - 2代目アシスタント
- 上岡龍太郎がズバリ! - 2代目アシスタント
- 世界・ふしぎ発見! - 解答者、ミステリーハンター
- 新日曜美術館 - アシスタント
- run for money 逃走中（2011年 - 2012年） - 竹取カレン（総裁）
- テレビでスペイン語（2012年 - ） - ナビゲーター
- メレンゲの気持ち（2019年4月6日）- ゲスト
- プレバト‼（2019年 - 毎日放送）- 俳句・名人9段
- しゃべくり007（2022年11月7日 - 日本テレビ)

### CM
- 薩摩酒造（さつま白波）
- サントリー（ポケメシ、デリカメゾン）
- 花王（ソフィーナ 、ケープ 、フリーデイ）
- 小林製薬（ブルーレット 陶器のおくだけ、消臭ピュア）
- 三共（ビトン-ハイ ECB2）
- KIRIN（フランジア）
- 三井住友銀行（住宅ローン）
- ミツカン（味ぽん）
- WELLA（ウエラトーン ツープラスワン）※「輝き篇」「桜篇2010」のほか、2010年3月22日〜26日には、ドラマ『インディゴの夜』のINDIGO4（天野浩成・高木万平・高木心平・真山明大）と共演したCMをドラマ放送時間限定で放送した
- NTTドコモ新料金プラン「カケホーダイ&パケあえる」